# Stanisławczyk (gmina)
Stanisławczyk – dawna gmina wiejska w powiecie brodzkim województwa tarnopolskiego II Rzeczypospolitej. Siedzibą gminy był Stanisławczyk.
Gminę utworzono 1 sierpnia 1934 r. w ramach reformy na podstawie ustawy scaleniowej z dotychczasowych gmin wiejskich: Bordulaki, Monastyrek, Rażniów, Ruda i Stanisławczyk.
Po II wojnie światowej obszar gminy znalazł się w ZSRR.